# Takydromus hsuehshanensis
Espèce
Takydromus hsuehshanensis est une espèce de sauriens de la famille des Lacertidae.

## Répartition
Cette espèce est endémique de Taïwan.

## Étymologie
Son nom d'espèce, composé de hsuehshan et du suffixe latin -ensis, « qui vit dans, qui habite », lui a été donné en référence au lieu de sa découverte, la chaine Hsuehshan.

## Publication originale
- Lin & Cheng, 1981 : A new species of Takydromus (Sauria: Lacertidae) from Taiwan. Bulletin of the Institute of Zoology, Academia Sinica, Taipei, vol. 20, no 1, p. 43-47.